# Insamlingen Gemensamt Ansvar
Insamlingen Gemensamt Ansvar (finska Yhteisvastuukeräys) är en finländsk välgörenhetsinsamling som anordnas årligen av Evangelisk-lutherska kyrkan i Finland. 60 procent av insamlingsintäkterna går till internationellt bistånd via Kyrkans Utlandshjälps katastroffond, 20 procent av intäkterna går till ett ändamål i Finland som utses varje år och 20 procent av intäkterna används till hjälpverksamhet via lokala församlingar.
Insamlingen som grundades år 1949 utförs av Kyrktjänst rf. Första gången genomfördes insamlingen 1950.

## Historia
Insamlingen Gemensamt Ansvar grundades år 1949 för att fortsätta Folkhjälpen-insamlings arbete (Kansanapu-keräys) efter andra världskriget. Namnet Gemensamt Ansvar myntades av kyrkoherden i Varkaus, Kustaa Sarsa. Republikens president fungerar som insamlingens beskyddare.
Fram till 1963 används alla insamlade pengar i Finland. Efter 1963 har man också givit pengar till människor i u-länder och i katastrof- och krisområden på olika ställen i världen.
Gemensamt Ansvar insamlingslåda används för första gången i Borgå stift år 1969. Pippi Långstrump har varit med i insamlingen i 1970.
Varje år har Gemensamt Ansvar ett särskilt tema. År 2021 var temat att stödja mindre bemedlade äldre och förbättra digital färdighet.

### Insamlingsresultat
- 2000 resultat: 5 233 927,18 euro
- 2001 resultat: 4 666 028,77 euro
- 2002 resultat: 5 225 287,16 euro
- 2003 resultat: 4 763 254,67 euro
- 2004 resultat: 4 824 996,64 euro
- 2005 resultat: 4 706 493,16 euro
- 2006 resultat: 5 075 140,55 euro
- 2007 resultat: 5 024 288 euro[2]
- 2008 resultat: 4 714 776 euro
- 2009 resultat: 4 383 774 euro